# Magaldrat
Magaldrate (INN) là một phổ biến antacid thuốc được sử dụng để điều trị bệnh tá tràng và loét dạ dày, viêm thực quản từ trào ngược dạ dày.

## Các dạng có sẵn
Magaldrate có sẵn ở dạng hỗn dịch uống hoặc thuốc viên.

## Dược lý
Magaldrate là một phức hợp aluminate hydroxymagiê được chuyển hóa nhanh chóng bằng axit dạ dày thành Mg(OH)2 và Al(OH)3, được hấp thụ kém và do đó cung cấp một tác dụng kháng axit bền vững.

## Tương tác và phản ứng bất lợi
Magaldrate có thể ảnh hưởng tiêu cực đến các loại thuốc như tetracycline, benzodiazepin và indomethacin. Liều cao hoặc sử dụng kéo dài có thể dẫn đến tăng đại tiện và giảm độ đặc của phân. Trong một số trường hợp, nó có thể làm thay đổi chức năng của đường tiêu hóa, đôi khi gây ra táo bón hoặc tiêu chảy.